# El alma del hombre bajo el socialismo
El alma del hombre bajo el socialismo es un ensayo en inglés de Oscar Wilde publicado en 1891. Expone su particular credo sobre el individualismo, develando los ideales de la renovación social bajo una nueva forma. Se deben solucionar los problemas sociales que causan el orden sociopolítico, el capitalismo y el Estado. Argumenta contra la caridad y el altruismo: los pobres que son libres desprecian las migajas que caen de la mesa del rico, dice Wilde. También aboga por el desarrollo tecnológico que permita a los seres humanos trabajar menos tiempo y poder cultivar la personalidad. Un ejemplo frecuente de Wilde es la actitud estética y la libertad individual en el artista, que para serlo debería salirse del conformismo social y la sumisión a la autoridad. En una sociedad individualista, bajo los parámetros de lo que Wilde llama socialismo —un uso y significado particular de los términos empleados por Wilde para describir su propia visión de lo que serían un socialismo libertario y un anarquismo filosófico—, la gente tendrá la posibilidad de realizar sus talentos; el «socialismo por sí mismo», escribe Wilde, «tendrá valor simplemente porque conducirá al individualismo».